# Pools curlingteam (mannen)
Het Poolse curlingteam vertegenwoordigt Polen in internationale curlingwedstrijden.

## Geschiedenis
Polen nam voor het eerst deel aan een groot toernooi tijdens het Europees kampioenschap van 2004 in de Bulgaarse hoofdstad Sofia. De eerste interland ooit werd gewonnen van Estland: 11-4. Daarna volgde nog maar één overwinning in zeven wedstrijden, waardoor Polen strandde op de 21ste plaats. Ook in 2005 was de 21ste plek de eindplaats van het Poolse team. Het zijn toonaangevende resultaten, want sindsdien eindigde Polen meestal rond de twintigste plek. Aangezien Polen in 2010 verkoos niet deel te nemen aan het Europees kampioenschap, moest het bij zijn terugkeer in 2011 eerst deelnemen aan het kampioenschap in de C-divisie. Dit toernooi werd op overtuigende wijze gewonnen, waardoor Polen meteen terug promoveerde. In 2017 werd een eerste mijlpaal bereikt, toen het land als tweede eindigde in de B-divisie en bijgevolg naar de hoogste afdeling promoveerde. Een jaar later degradeerde Polen echter meteen terug naar het tweede niveau. In 2024 promoveerde Polen wederom naar de A-divisie.
In de jaren 2021 en 2022 ontbrak Polen op het internationale curlingtoneel, nadat de Poolse Curlingassociatie tijdelijk werd geschorst vanwege een langdurend conflict met het Poolse ministerie van Sport.

## Polen op het Europees kampioenschap
| Jaar | Plaats        | Skip          | WG            | W             | V             | PV            | PT            |
| ---- | ------------- | ------------- | ------------- | ------------- | ------------- | ------------- | ------------- |
| 1975 | Geen deelname | Geen deelname | Geen deelname | Geen deelname | Geen deelname | Geen deelname | Geen deelname |
| 1976 | Geen deelname | Geen deelname | Geen deelname | Geen deelname | Geen deelname | Geen deelname | Geen deelname |
| 1977 | Geen deelname | Geen deelname | Geen deelname | Geen deelname | Geen deelname | Geen deelname | Geen deelname |
| 1978 | Geen deelname | Geen deelname | Geen deelname | Geen deelname | Geen deelname | Geen deelname | Geen deelname |
| 1979 | Geen deelname | Geen deelname | Geen deelname | Geen deelname | Geen deelname | Geen deelname | Geen deelname |
| 1980 | Geen deelname | Geen deelname | Geen deelname | Geen deelname | Geen deelname | Geen deelname | Geen deelname |
| 1981 | Geen deelname | Geen deelname | Geen deelname | Geen deelname | Geen deelname | Geen deelname | Geen deelname |
| 1982 | Geen deelname | Geen deelname | Geen deelname | Geen deelname | Geen deelname | Geen deelname | Geen deelname |
| 1983 | Geen deelname | Geen deelname | Geen deelname | Geen deelname | Geen deelname | Geen deelname | Geen deelname |
| 1984 | Geen deelname | Geen deelname | Geen deelname | Geen deelname | Geen deelname | Geen deelname | Geen deelname |
| 1985 | Geen deelname | Geen deelname | Geen deelname | Geen deelname | Geen deelname | Geen deelname | Geen deelname |
| 1986 | Geen deelname | Geen deelname | Geen deelname | Geen deelname | Geen deelname | Geen deelname | Geen deelname |
| 1987 | Geen deelname | Geen deelname | Geen deelname | Geen deelname | Geen deelname | Geen deelname | Geen deelname |
| 1988 | Geen deelname | Geen deelname | Geen deelname | Geen deelname | Geen deelname | Geen deelname | Geen deelname |
| 1989 | Geen deelname | Geen deelname | Geen deelname | Geen deelname | Geen deelname | Geen deelname | Geen deelname |
| 1990 | Geen deelname | Geen deelname | Geen deelname | Geen deelname | Geen deelname | Geen deelname | Geen deelname |
| 1991 | Geen deelname | Geen deelname | Geen deelname | Geen deelname | Geen deelname | Geen deelname | Geen deelname |
| 1992 | Geen deelname | Geen deelname | Geen deelname | Geen deelname | Geen deelname | Geen deelname | Geen deelname |
| 1993 | Geen deelname | Geen deelname | Geen deelname | Geen deelname | Geen deelname | Geen deelname | Geen deelname |
| 1994 | Geen deelname | Geen deelname | Geen deelname | Geen deelname | Geen deelname | Geen deelname | Geen deelname |
| 1995 | Geen deelname | Geen deelname | Geen deelname | Geen deelname | Geen deelname | Geen deelname | Geen deelname |
| 1996 | Geen deelname | Geen deelname | Geen deelname | Geen deelname | Geen deelname | Geen deelname | Geen deelname |
| 1997 | Geen deelname | Geen deelname | Geen deelname | Geen deelname | Geen deelname | Geen deelname | Geen deelname |
| 1998 | Geen deelname | Geen deelname | Geen deelname | Geen deelname | Geen deelname | Geen deelname | Geen deelname |
| 1999 | Geen deelname | Geen deelname | Geen deelname | Geen deelname | Geen deelname | Geen deelname | Geen deelname |

| Jaar | Plaats        | Skip                 | WG            | W             | V             | PV            | PT            |
| ---- | ------------- | -------------------- | ------------- | ------------- | ------------- | ------------- | ------------- |
| 2000 | Geen deelname | Geen deelname        | Geen deelname | Geen deelname | Geen deelname | Geen deelname | Geen deelname |
| 2001 | Geen deelname | Geen deelname        | Geen deelname | Geen deelname | Geen deelname | Geen deelname | Geen deelname |
| 2002 | Geen deelname | Geen deelname        | Geen deelname | Geen deelname | Geen deelname | Geen deelname | Geen deelname |
| 2003 | Geen deelname | Geen deelname        | Geen deelname | Geen deelname | Geen deelname | Geen deelname | Geen deelname |
| 2004 | 21            | Arkadiusz Detyniecki | 8             | 2             | 6             | 57            | 76            |
| 2005 | 21            | Maciej Cesarz        | 9             | 4             | 5             | 65            | 87            |
| 2006 | 19            | Damian Herman        | 9             | 5             | 4             | 85            | 56            |
| 2007 | 23            | Damian Herman        | 6             | 2             | 4             | 36            | 59            |
| 2008 | 18            | Bartosz Klimas       | 8             | 5             | 3             | 63            | 54            |
| 2009 | 20            | Borys Jasiecki       | 9             | 4             | 5             | 62            | 60            |
| 2010 | Geen deelname | Geen deelname        | Geen deelname | Geen deelname | Geen deelname | Geen deelname | Geen deelname |
| 2011 | 18            | Jakub Głowania       | 7             | 4             | 3             | 40            | 41            |
| 2012 | 20            | Jakub Głowania       | 7             | 3             | 4             | 47            | 46            |
| 2013 | 16            | Jakub Głowania       | 8             | 5             | 3             | 53            | 55            |
| 2014 | 22            | Borys Jasiecki       | 7             | 3             | 4             | 50            | 45            |
| 2015 | 21            | Tomasz Zioło         | 7             | 2             | 5             | 27            | 48            |
| 2016 | 16            | Borys Jasiecki       | 9             | 5             | 4             | 52            | 54            |
| 2017 | 12            | Borys Jasiecki       | 10            | 8             | 2             | 78            | 55            |
| 2018 | 10            | Bartosz Dzikowski    | 9             | 1             | 8             | 34            | 72            |
| 2019 | 13            | Borys Jasiecki       | 9             | 8             | 1             | 71            | 37            |
| 2021 | Geen deelname | Geen deelname        | Geen deelname | Geen deelname | Geen deelname | Geen deelname | Geen deelname |
| 2022 | Geen deelname | Geen deelname        | Geen deelname | Geen deelname | Geen deelname | Geen deelname | Geen deelname |
| 2023 | 19            | Konrad Stych         | 16            | 12            | 4             | 115           | 59            |
| 2024 | 12            | Konrad Stych         | 10            | 7             | 3             | 75            | 42            |

Andorra · Australië · België · Bosnië en Herzegovina · Brazilië · Bulgarije · Canada · China · Chinees Taipei · Denemarken · Duitsland · Engeland · Estland · Filipijnen · Finland · Frankrijk · Georgië · Griekenland · Groot-Brittannië · Guyana · Hongarije · Hongkong · Ierland · IJsland · India · Israël · Italië · Jamaica · Japan · Kazachstan · Kenia · Kirgizië · Kroatië · Letland · Liechtenstein · Litouwen · Luxemburg · Mexico · Nederland · Nieuw-Zeeland · Nigeria · Noorwegen · Oekraïne · Oostenrijk · Polen · Portugal · Puerto Rico · Qatar · Roemenië · Rusland · Saoedi-Arabië · Schotland · Servië · Slovenië · Slowakije · Spanje · Thailand · Tsjechië · Tsjecho-Slowakije · Turkije · Verenigde Staten · Wales · Wit-Rusland · Zuid-Korea · Zweden · Zwitserland